# لاجوس سوتش
لاجوس سوتش (بالمجرية: Szűcs Lajos)‏ هو لاعب كرة قدم مجري في مركز حراسة المرمى، ولد في 8 أغسطس 1973 في بودابست في المجر. شارك مع منتخب المجر لكرة القدم. أما مع النوادي، فقد لعب مع نادي أويبست ونادي فيرينتسفاروشي ونادي كايزرسلاوترن.

## وصلات خارجية
- لاجوس سوتش على موقع قاعدة بيانات كرة القدم.إي يو (الإنجليزية)
- لاجوس سوتش على موقع بيانات كرة القدم. دي إي (الألمانية)
- لاجوس سوتش على موقع ناشيونال فوتبول تيمز (الإنجليزية)
- لاجوس سوتش على موقع Soccerbase.com (لاعب) (الإنجليزية)
- لاجوس سوتش على موقع Soccerway.com (الإنجليزية)
- لاجوس سوتش على موقع عالم كرة القدم.نت (الإنجليزية)
- لاجوس سوتش على موقع أوليمبيديا (الإنجليزية)